# ني كا رع
ني كا رع، (بالإنجليزية: Nikare)‏، يحتمل أنه كان سابع فراعنة الأسرة المصرية السابعة، خلال الفترة الانتقالية الأولى. (2181–2055 ق.م.). ويحمل الرقم 48 في قائمة أبيدوس للملوك. وكان مقر حكمه في منف.

## مقالات ذات صلة
- الأسرة المصرية السابعة
- قدماء المصريين
- قائمة الفراعنة